# Alma Dufour

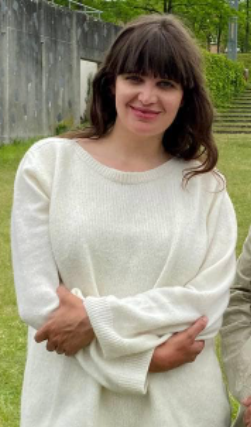
Alma Dufour

Alma Dufour (geboren am 6. Mai 1990 in Auch (Gers)) ist eine französische Umweltschützerin und Politikerin.
Sie wurde bekannt vor allem als Koordinatorin einer Mobilisierung gegen die Expansion des multinationalen Unternehmens Amazon in Frankreich und als Sprecherin der NGO Les Amis de la Terre von 2017 bis 2021. Als Mitglied von La France insoumise wurde sie 2022 zur Abgeordneten des vierten Wahlkreises des Départements Seine-Maritime gewählt.

## Leben und Wirken

### Kindheit, Jugend, Ausbildung
Sie wurde am 6. Mai 1990 in Auch im Departement Gers in Frankreich geboren. Sie wuchs im 20. Arrondissement von Paris auf, wo ihre Eltern in einer Sozialwohnung lebten.
2012 machte sie ihren Abschluss in Rechtswissenschaften an der Universität Paris-Panthéon-Sorbonne. Diesen Studiengang ergänzte sie mit einem Master in Geopolitik und anschließend bis 2015 in Umweltwissenschaften an der Universität AgroParisTech. Anschließend arbeitet sie für das Europäische Umweltbüro (EEB) in Brüssel im Bereich Kreislaufwirtschaft (Verhandlungen über die Abfallrahmenrichtlinie).

### Engagement für Umweltschutz
Bereits 2015, während der COP21 in Paris, schloss sie sich der Bewegung Alternatiba/Gewaltfreie Aktion COP21 an. Anschließend wurde sie bei Friends of the Earth France angestellt und wurde dann von 2017 bis Januar 2021 Sprecherin dieser NGO.
Parallel zu diesen Aktivitäten betrieb  Dufour auch institutionelle Lobbyarbeit. Auf ihre Anregung hin unterstützte Les Amis de la Terre  die Kämpfe vor Ort gegen ein Dutzend Projekte zur Errichtung von Amazon-Lagerhäusern in Frankreich, darunter auch das Projekt in Petit-Couronne im Département Seine-Maritime. Sie beteiligte sich an Aktionen zur Blockade von Amazon-Standorten und zur Besetzung von Grundstücken künftiger Projekte zwischen 2019 und 2022, bis der multinationale Konzern fünf dieser Lagerprojekte aufgab.
Dufour stützte sich unter anderem auf die Studie der Wirtschaftswissenschaftler Ano Kuhanathan und Florence Mouradian, die festgestellt hatten, dass die multinationalen E-Commerce-Unternehmen für die Vernichtung von 82.000 Arbeitsplätzen in Frankreich verantwortlich sind.
Nach ihren Erfahrungen im Kampf gegen Amazon beschloss Alma Dufour, sich auf die Wechselwirkungen zwischen Ökologie und Beschäftigung zu spezialisieren. Sie bekämpft die Idee, dass Ökologie ein Grund für die Vernichtung von Arbeitsplätzen ist; sie kämpft auch gegen die Verlagerung von Betrieben. Alma Dufour ist zum Beispiel im Kollektiv „Nie wieder!“ aktiv, dem Greenpeace, Friends of the Earth, ATTAC und Gewerkschaften angehören: CGT, Confédération paysanne, Solidaires, FSU.

### Die Parlamentsabgeordnete
Im Januar 2021 entschied sie sich, ihre Funktionen als Kampagnenmanagerin und Sprecherin bei Les Amis de la Terre  aufzugeben und  die Präsidentschaftskampagne von Jean-Luc Mélenchon zu unterstützen (sie war der Partei La France insoumise beigetreten). Im Mai 2022 wurde sie zur Kandidatin der Neuen Ökologischen und Sozialen Volksunion (NUPES) im vierten Wahlkreis des Departements Seine-Maritime ernannt., um dann bei der Parlamentswahl zur Abgeordneten des Wahlkreises gewählt zu werden. Sie ist Mitglied des Finanzausschusses der Nationalversammlung.